# Diana Budisavljević
Diana Budisavljević (născută Diana Obexer, n. 15 ianuarie 1891, Innsbruck, Austro-Ungaria – d. 20 august 1978, Innsbruck, Austria) a fost o umanitaristă austriacă, de profesie asistentă medicală. În timpul celui de al Doilea Război Mondial a salvat etnici sârbi din Croația și, în număr mai mic, evrei, copii din lagărele de concentrare operate în Statul Independent al Croației. Prin acțiunile ei a salvat peste 12.000 de vieți omenești.

## Începutul vieții

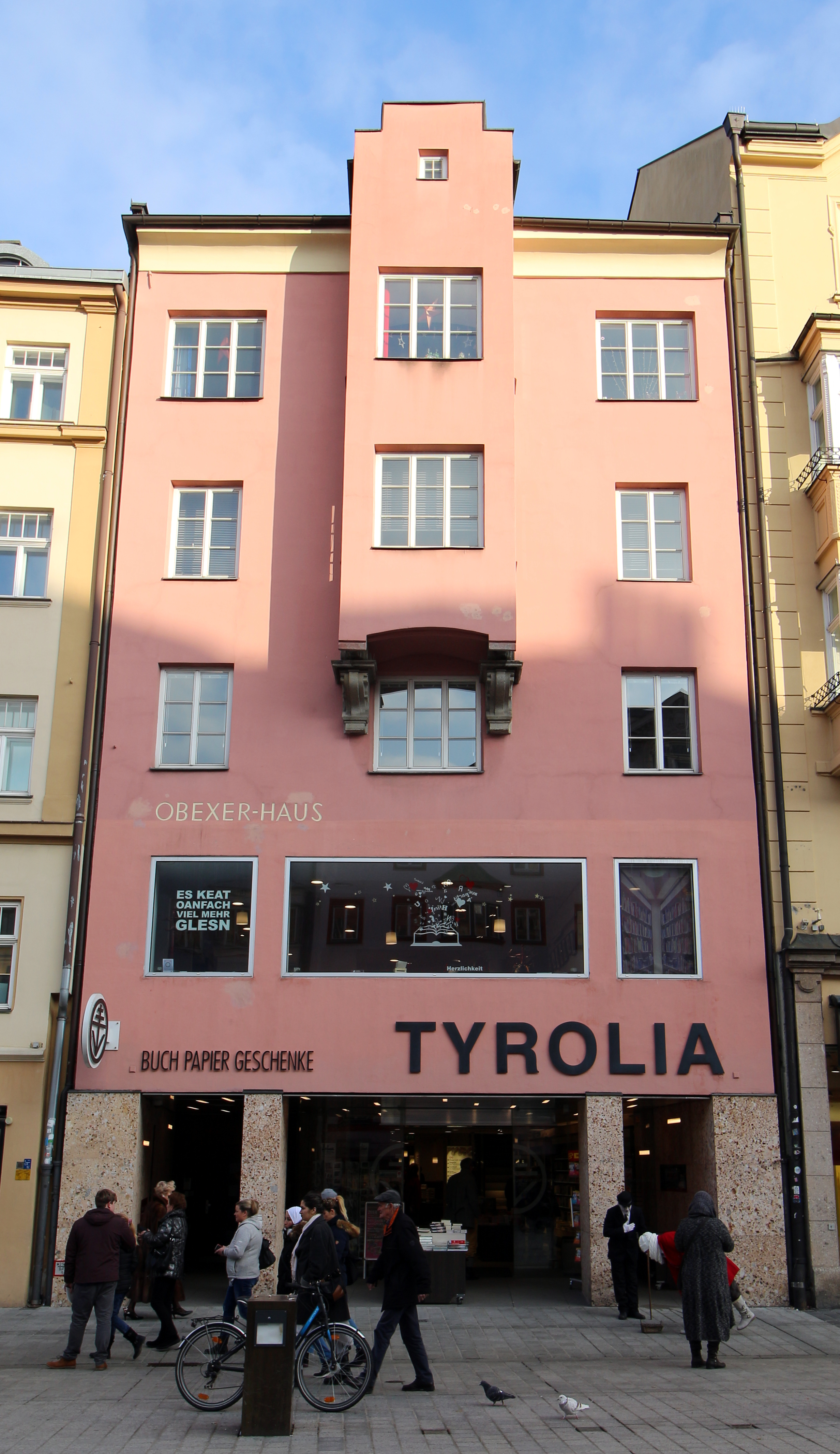
Casa natală din Innsbruck, Maria-Theresien-Straße 15

Diana Obexer a profesat ca asistentă medicală la Innsbruck. În anul 1917 s-a căsătorit cu Julije Budisavljević (1882–1981), un medic sârb care la acea vreme lucra ca rezident la o clinică de chirurgie din Innsbruck. În 1919 Julije Budisavljević a fost numit profesor de chirurgie la Facultatea de Medicină a Universității din Zagreb, iar cei doi s-au mutat la Zagreb, la acea vreme în Regatul Iugoslaviei.

## Al Doilea Război Mondial
În timpul celui de al Doilea Război Mondial, Iugoslavia a fost invadată de forțele Axei în aprilie 1941 și Statul Independent al Croației a declanșat o campanie genocidară împotriva sârbilor, evreilor și romilor, amenajând numeroase lagăre de concentrare în Croația. După ce a aflat despre copiii ținuți în lagărul de la Lobor-Grad, în octombrie 1941, împreună cu mai mulți colaboratori, în special Marko Vidaković și Đuro Vukosavljević, ea a lansat o campanie de ajutorare intitulată „Acțiunea Diana Budisavljević”. Acțiunea se ocupa de copiii predominant sârbi, dar și de femeile deținute în diverse lagăre de concentrare, inclusiv în lagărul de la Jasenovac.
Cu ajutorul comunității evreiești locale, care era obligată să-i susțină pe cei internați în lagăre, echipa ei a trimis provizii de hrană, medicamente, haine și bani, mai întâi la Lobor-Grad și apoi la alt lagăr aflat la Gornja Rijeka, ambele la nord de Zagreb. Echipa ei i-a ajutat și pe membrii Crucii Roșii Croate⁠(en)[traduceți] la Gara Centrală din Zagreb, oferind provizii de drum pentru muncitorii din trenurile ce opreau acolo în drum spre locurile de muncă forțată din Germania - unii dintre acești bărbați, femei și copii se întorceau la Zagreb după ce erau opriți la Maribor și Linz și nu erau lăsați să plece mai departe din cauză că erau bolnavi - ei erau îngrijiți de Crucea Roșie și de Acțiune. În acest context, în martie 1942, Diana Budisavljević a cunoscut-o pe asistenta medicală Dragica Habazin, cu care a colaborat îndeaproape în lunile și în anii care au urmat la a-i ajuta pe deținuții diverselor lagăre care erau mutați la Zagreb și în alte locuri.
La începutul lui iulie 1942, cu ajutorul ofițerului german Albert von Kotzian, Budisavljević a obținut permisiune scrisă să ia copiii din lagărul de concentrare Stara Gradiška⁠(en)[traduceți]. Cu ajutorul Ministerului Afacerilor Sociale, în special cu al profesorului Kamilo Bresler, ea a reușit să mute copiii din lagăr la Zagreb, Jastrebarsko și apoi la Sisak. După eforturile de salvare din Stara Gradiška, purtând uniforma de asistentă medicală de la Crucea Roșie, Budisavljević a luat parte la transportul copiilor din Mlaka⁠(en)[traduceți], Jablanac⁠(en)[traduceți] și Jasenovac. Peste 6000 de copii fuseseră mutați de „Acțiune” din aceste lagăre în iulie și august 1942. După ce a obținut în august 1942 permisiunea de a plasa copiii din instituțiile din Zagreb în grija unor familii, ea a colaborat cu ramura din cadrul Arhidiecezei de Zagreb a Caritas și a  făcut posibilă plasarea câtorva mii de copii în grija familiilor din Zagreb și din comunitățile rurale.
Din cei 15.536 de copii salvați de Budisavljević, 3.254 au murit în timpul operațiunii de salvare sau imediat după ce au ieșit din lagăre, extenuați de tortură, foame și boli, dar mai mult de 12.000 de copii salvați au supraviețuit războiului. Unsprezece membri ai echipei ei au fost uciși în timpul celui de al Doilea Război Mondial. Pe baza listelor de transport și a altor surse, s-a întocmit un dosar cu fișe despre fiecare copil, dosar care la sfârșitul războiului conținea informații despre aproximativ 12.000 de copii. La cererea Ministerului Politicilor Sociale, ea a predat în mai 1945 dosarul pe care l-a îngrijit timp de patru ani împreună cu Ivanka Džakula.

## Viața ulterioară
Budisavljević a fost aproape uitată după război, numele ei nefiind menționat timp de mai multe decenii în Iugoslavia, întrucât autoritățile comuniste nu o priveau cu ochi buni. Ea a trăit în Zagreb cu soțul ei timp de 43 de ani până în 1972, când cei doi s-au mutat înapoi la Innsbruck. A murit la 20 august 1978, la 87 de ani. 

## Memoria
Nepoata lui Budisavljević, Silvija Szabo, scria că, întrucât un articol apărut în ziarul Vjesnik⁠(en)[traduceți] în anii 1980 o descria drept simplă activistă a Partidului Comunist în cadrul Crucii Roșii. Întrucât știa că nu este adevărat, s-a hotărât să citească jurnalul bunicii ei în 1983 pentru a afla ce anume a făcut aceasta în timpul războiului. În 2003, directorul Arhivelor Naționale Croate⁠(en)[traduceți], Josip Kolanović, a editat și a publicat jurnalul Dianei Budisavljević din timpul războiului, tradus din germană în croată de Silvija Szabo.
Un studio de film din Zagreb, Hulahop, a produs un documentar despre ea intitulat Dianina lista, realizat de Dana Budisavljević și Miljenka Čogelja, film ce a câștigat un premiu la un eveniment al Antreprenorilor Europeni din Audiovizual în ianuarie 2012.
La 15 februarie 2012, la celebrarea în Serbia a Zilei Suveranității⁠(en)[traduceți], președintele Boris Tadić a decorat-o post-mortem pe Diana Budisavljević cu Medalia de Aur a lui Miloš Obilić⁠(en)[traduceți] pentru curaj și eroism personal.
La 18 octombrie 2013 Patriarhul Irinej i-a acordat post-mortem Dianei Budisavljević o distincție a Bisericii Ortodoxe Sârbe, ordinul Împărăteasa Milica.
Străzi din Belgrad, Kozarska Dubica și Gradiška poartă numele Dianei Budisavljević. Locul nașterii ei de pe strada Maria Terezia din Innsbruck este denumit Casa Obexer.
Filmul din 2019 The Diary of Diana B. (Dnevnik Diane Budisavljevic) a primit patru premii Arena de Aur, inclusiv Marea Arenă de Aur pentru cel mai bun film la Festivalul de Film de la Pula.